# Ducula zoeae
La dúcula de Zoé o dúcula de Zoe (Ducula zoeae), es una especie de ave columbiforme perteneciente a la familia Columbidae. Es originaria de Indonesia y Papúa Nueva Guinea.
Su hábitat natural son los bosques húmedos de tierras bajas, bosques de montaña y manglares subtropicales o tropicales.

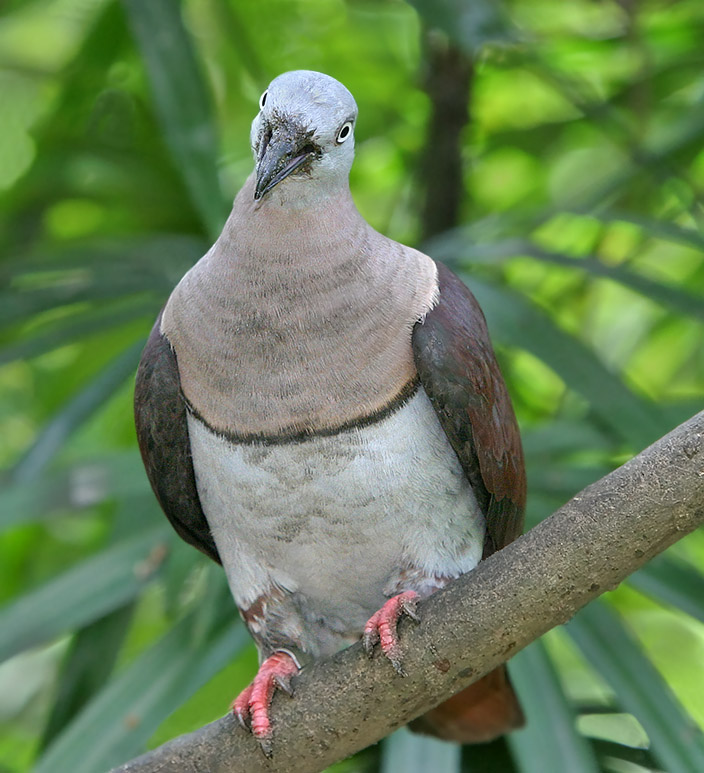